# Москва-Сортировочная (локомотивное депо)

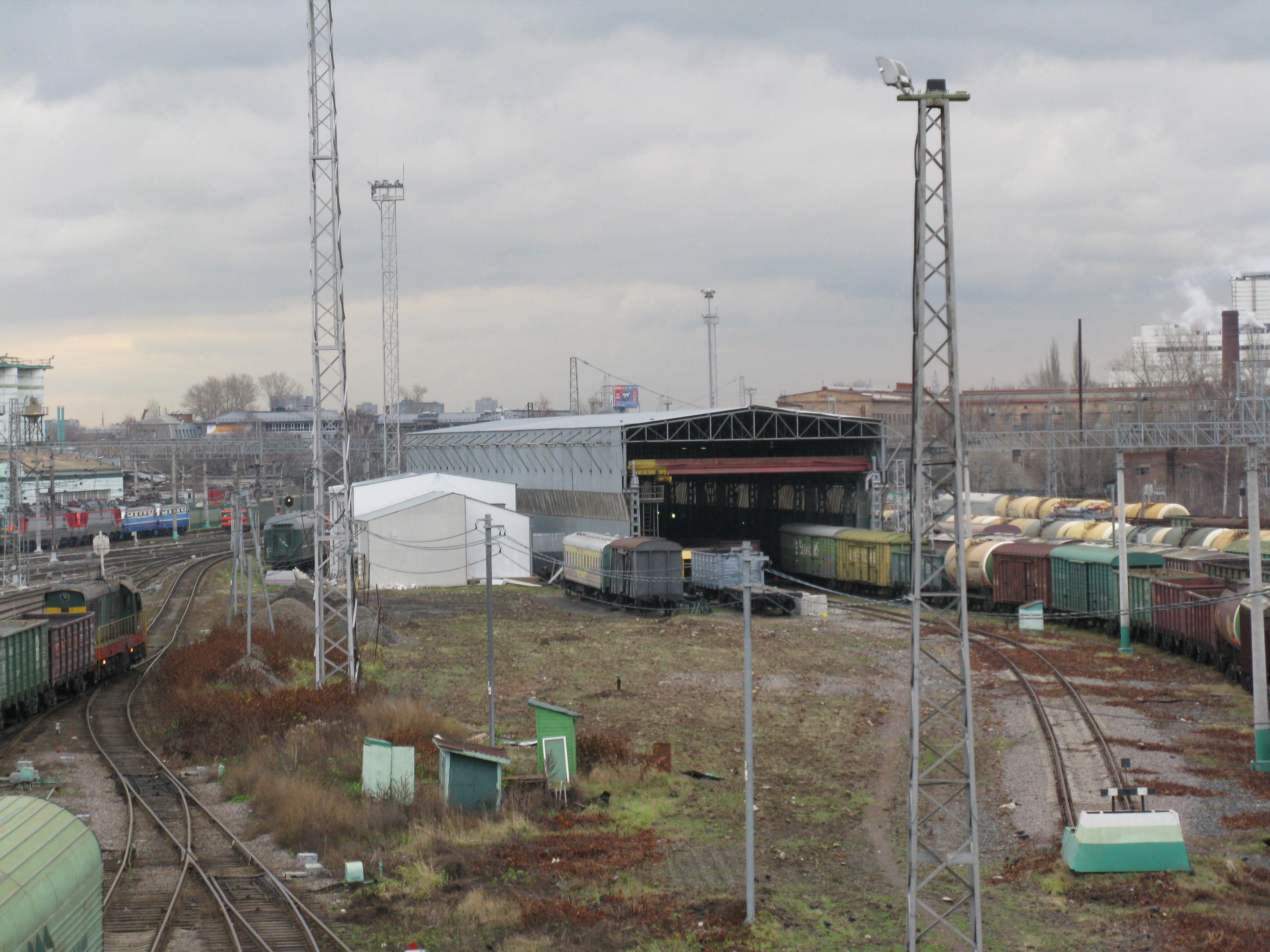
Вагонное депо станции Москва-Сортировочная

Локомотивное депо Москва-Сортировочная — предприятие железнодорожного транспорта в городе Москве, принадлежит к Московской железной дороге. Депо занимается ремонтом и эксплуатацией тягового подвижного состава.

## История депо
До революции одна из наиболее грузонапряженных магистралей — Московско-Казанская железная дорога — принадлежала немцу Н. К. фон Мекку. Потоки грузов из Москвы на восток России и оттуда в Москву постоянно увеличивались, принося владельцу всё бо́льшие барыши. В 1903 году у станции Сортировочная, что в шести километрах от Москвы, на склоне горы Соколиной было заложено новое депо. Через шесть лет строительство закончилось, и в 1909 году депо приняло первые паровозы.
В депо Москва-Сортировочная в ночь на субботу 12 апреля 1919 года состоялся первый субботник. Во время субботника были отремонтированы 3 паровоза — Ов-7024, Чн-358 и V-504.
В 1957 году в депо был открыт музей посвящённый «Великому почину» проведения субботников. На входе в административное здание депо висит памятная доска, посвященная «Великому почину».
Изготовленный в июле 1979 года трёхтысячный тепловоз серии ЧМЭ3 был направлен на эксплуатацию в депо Москва-Сортировочная.
В 2010 году на территории депо установлен памятник воинам-железнодорожникам.

## Тяговые плечи
Депо выполняет маневровую работу на станциях Московского узла, а также обслуживает пассажирские и грузовые поезда.
- Москва Казанская — Рязань 1
- Москва Казанская — Рязань 2
- Москва Казанская — Мичуринск-Уральский
- Москва Казанская — Мичуринск-Воронежский
- Москва Казанская — Вековка
- Москва Казанская — Ряжск 1
- Перово — Вековка
- Перово — Орехово-Зуево
- Перово — Рыбное
- Москва Казанская — Воронеж
- Москва Казанская — Лиски

## Подвижной состав
По состоянию на октябрь 2024 года, к депо Москва-Сортировочная приписаны тепловозы серий ЧМЭ3, ЧМЭ3Т, ЧМЭ3Э, ТЭМ-ТМХ, ТЭМ31М, электровозы постоянного тока ЧС2К, двухсистемные электровозы ЭП20 (001—080).
Ранее в депо эксплуатировались тепловозы ТЭ2.
На территории депо установлен паровоз-памятник Ов−7024, отремонтированный на первом субботнике.
К депо Москва-Сортировочная приписаны тепловозы Малой Московской железной дороги ТУ2-241,ТУ10-032 и ТУ2-129.

## Знаменитые работники депо
В депо работали дважды Герой Социалистического Труда Виктор Фадеевич Соколов, Герои Социалистического Труда Виктор Григорьевич Блаженов, Иван Фёдорович Панин, Юрий Николаевич Чумаченко.
В начале XX века в депо работал мастер И. О. Трофимов — изобретатель паровозного золотника-байпаса, носящего его имя. Золотник Трофимова оказался лучшим (и остается таким до сих пор) из всех аналогичных конструкций и был внедрён на всех паровозах СССР и дореволюционной постройки.
Здесь же в депо, в 1938 году встала за правое крыло первая в СССР женщина-машинист Зинаида Троицкая.
В депо работал машинист Виктор Яковлевич Лион, который доставил делегацию СССР во главе И. В. Сталиным на Потсдамскую конференцию.
Долгие годы в депо работал Почётный железнодорожник машинист Александр
Иванович Жаринов. Его подвиг описал в своём рассказе «Факел» писатель А. Сахнин.
С 1961 по 1963 годы в депо мастером работал Михаил Шевандин, будущий доктор технических наук (1982), профессор МИИТ (1984).
В депо с 1978 по 1983 год работал сначала помощником машиниста, а затем в цехах ремонта и на административных должностях Александр Волошин, российский политический и государственный деятель.